# Борода у стилі ван Дейк

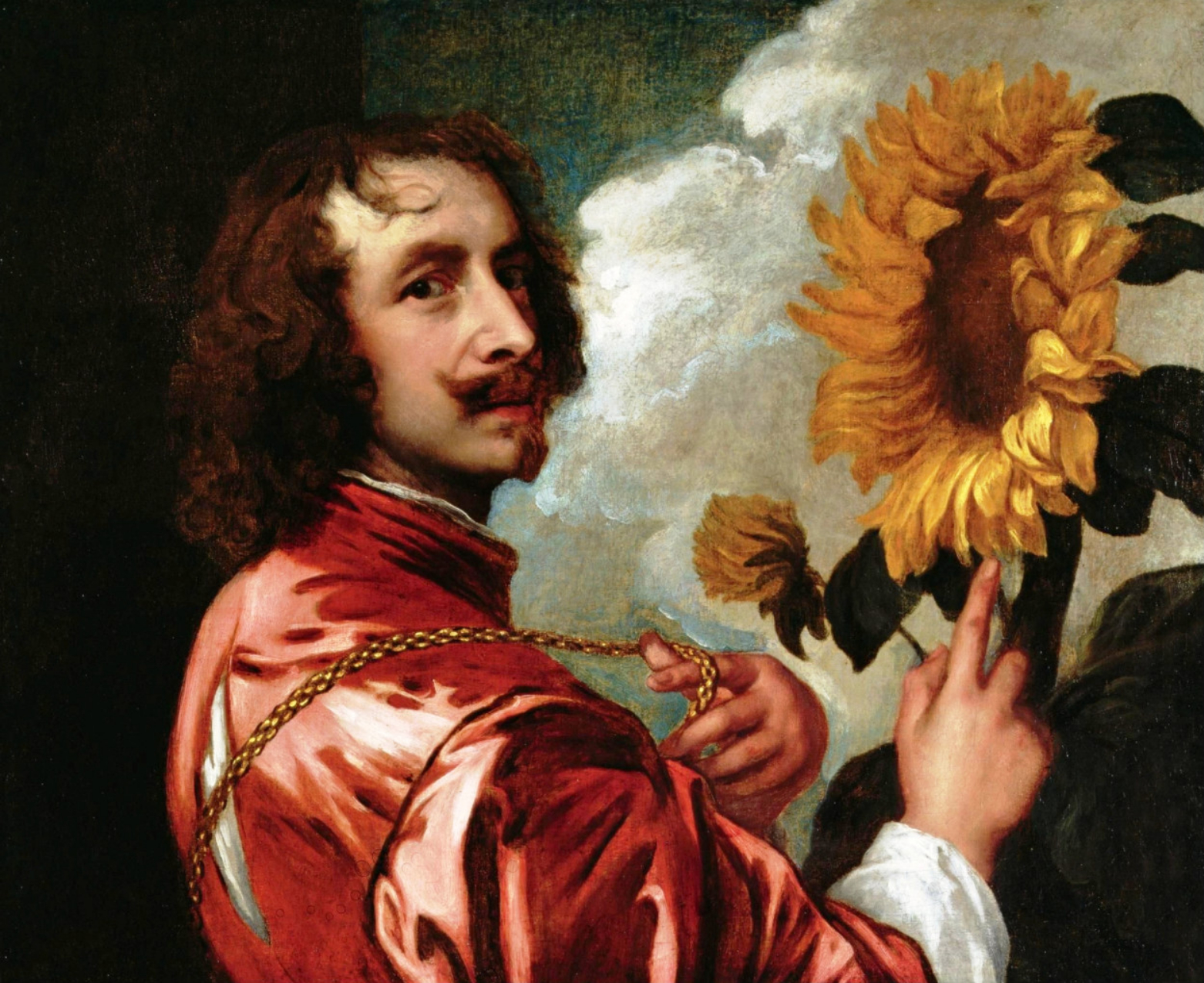
Борода у стилі ван Дейк

Борода у стилі ван Дейк (англ. van Dyck) — один з видів бороди. Названий на честь фламандського живописця 17-го століття Антоніса ван Дейка. Основа цієї бороди — начисто поголені щоки, не надто пишні вуса і цапина борідка. Звісно існує безліч варіацій, як наприклад закрутка вусів або цапина борідка заплетена у кіску.
Цей стиль бороди був популярний в Європі в 17 столітті. Але фактично зник під час Реставрації. Тоді на зміну бороді ван Дейка прийшов французький стиль і перуки. Однак не дивлячись на зміни все ще залишалися чоловіки які носили такі бороди, дотримуючись обітниці, знаної як «обітниця бороді». Цей стиль бороди знову набув популярності в США в 19 столітті. Тоді оглядач газети Хроніки Чикаго Едіт Таппер засудила цей стиль. Вона заявила що цапина борідка характеризує чоловіка як егоїста і пихатого як павич. Іноді цей тип бороди називають Чарлі, на честь Короля Англії Карла I, якого ван Дейк зобразив з такою борідкою.

## В історії
Як вже зазначалось, ван Дейк не тільки сам носив таку бороду а й зображував її на своїх малюнках. Прикладом цього є портрет Карла I. Вождь червоної революції Володимир Ленін також носив бороду у стилі ван Дейк. Цей стиль був відроджений в 19 столітті. Тоді бороду ван Дейка носив Джордж Армстронг Кастер і актор Монті Вуллі. Чоловік зображений на логотипі KFC також носить такий стиль бороди.

## Приклади

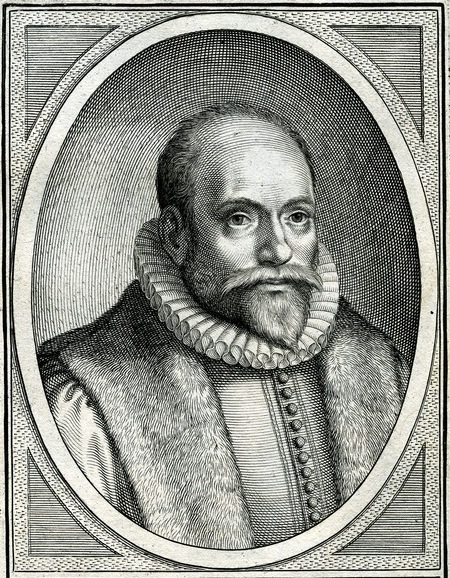
Якоб Арміній (1625)
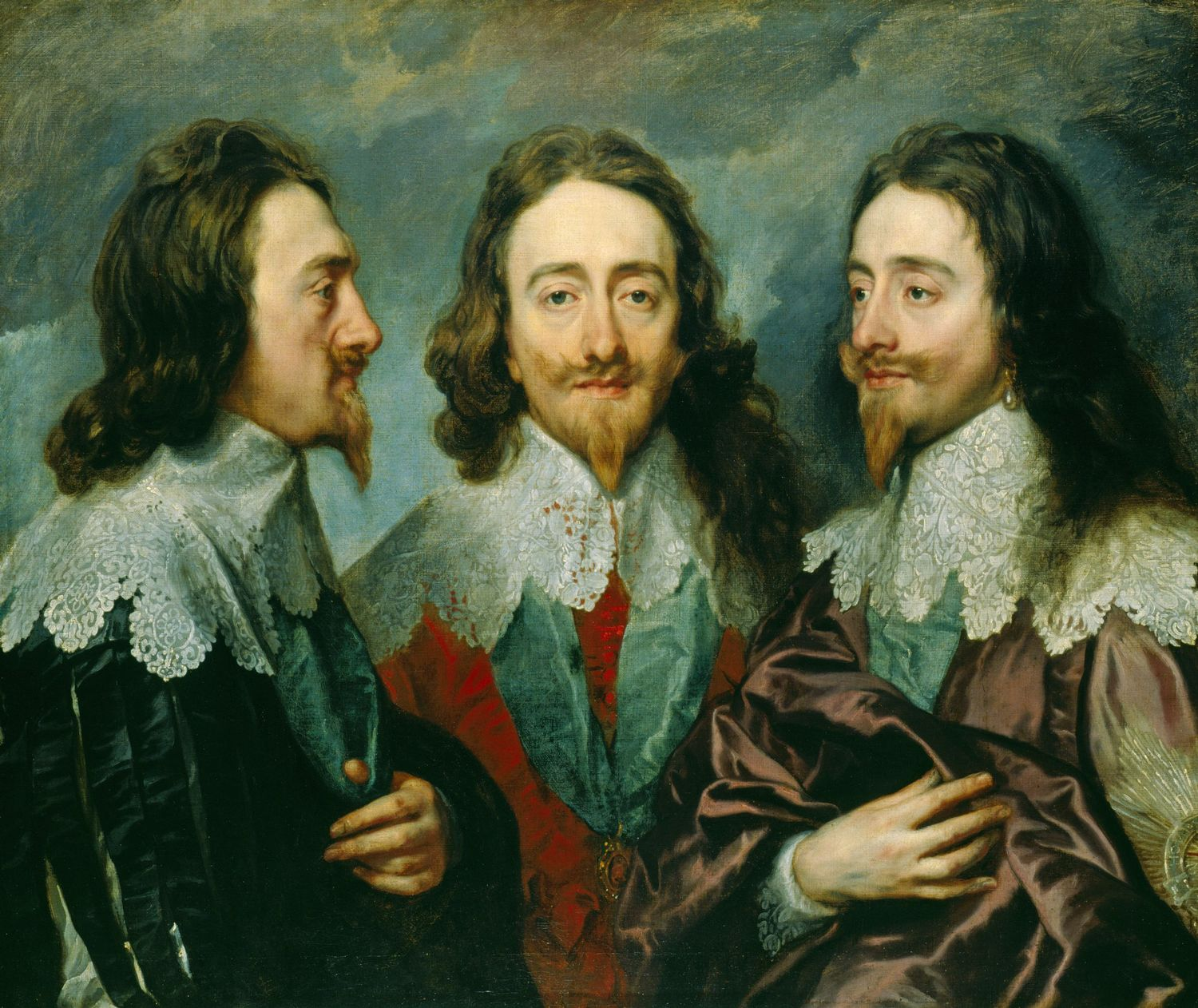
Карл I (король Англії) (1635-6)
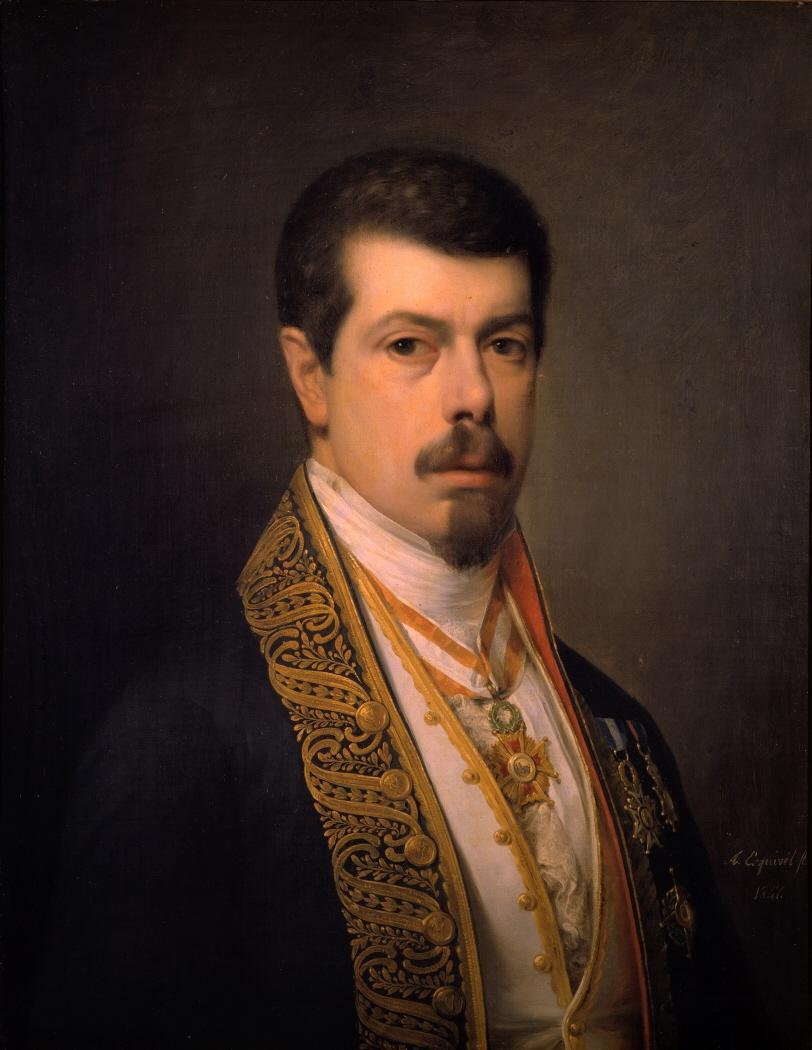
Антоніо Маріа Есківель (1847)
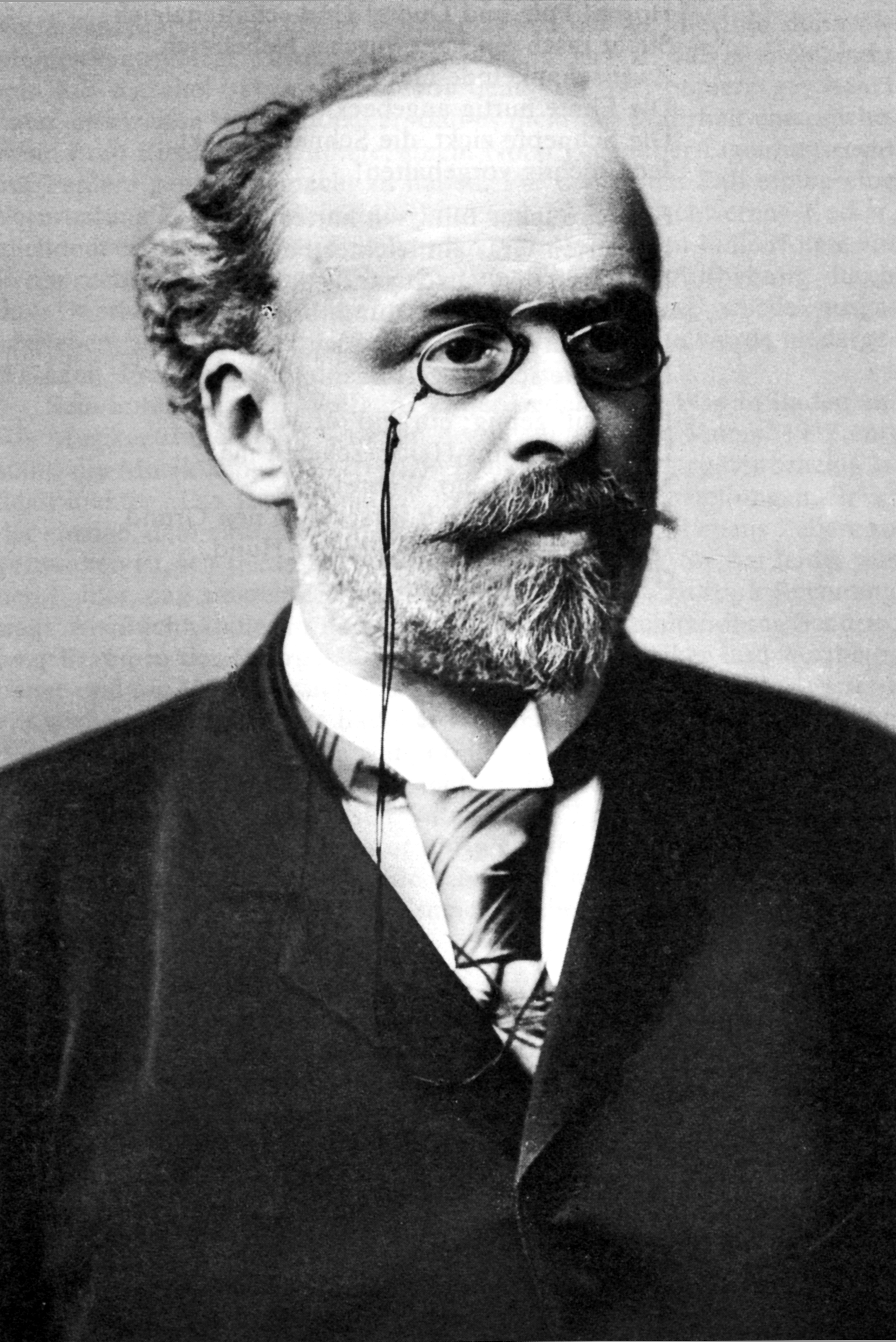
Карл Зеллер
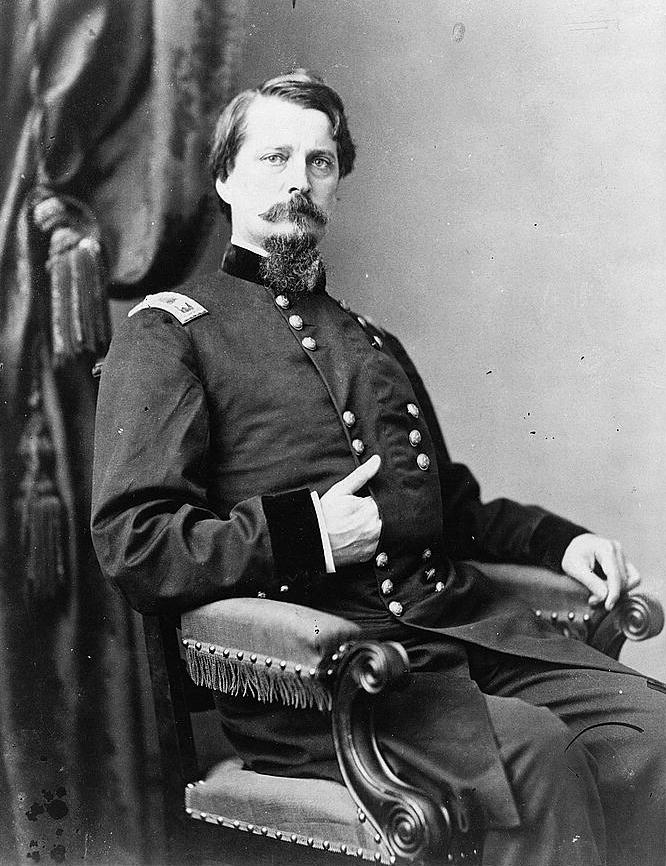
Вінфілд Скотт Хенкок (1863)
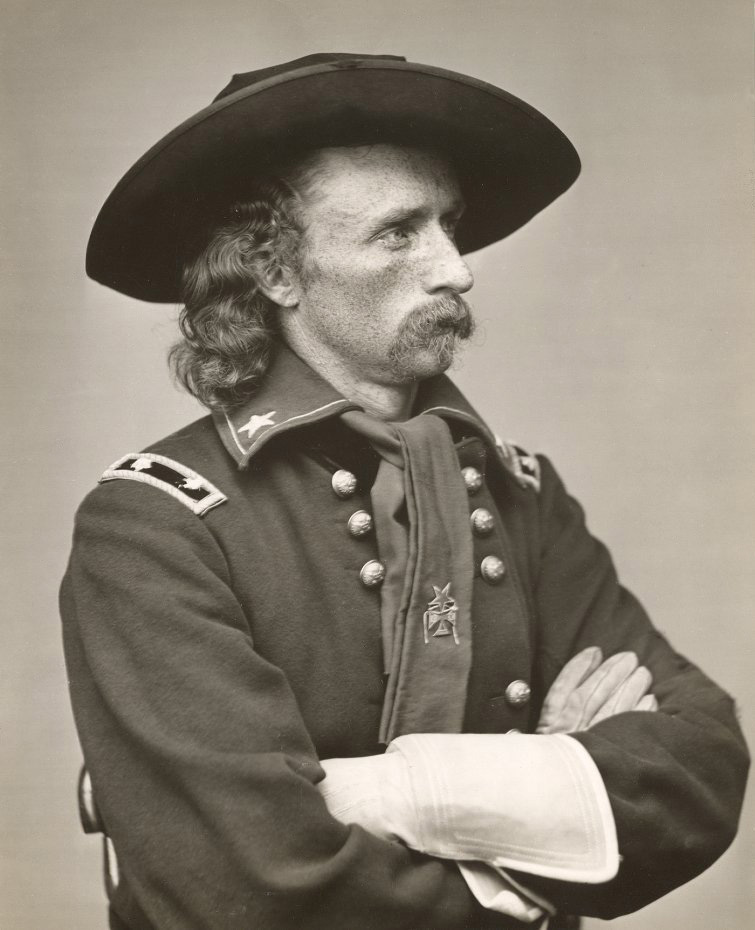
Джордж Армстронг Кастер (1865)
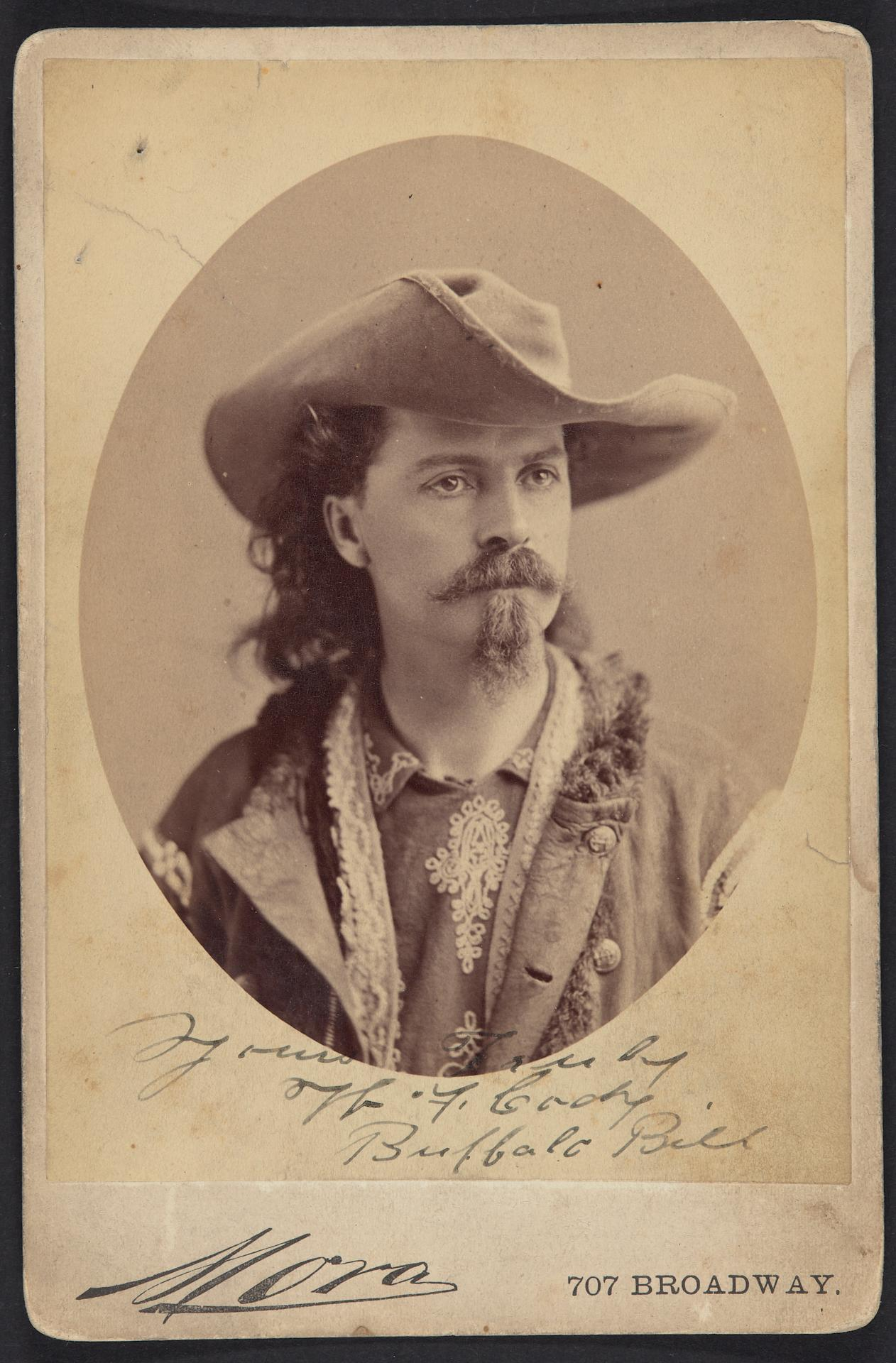
Буффало Білл (c. 1875)
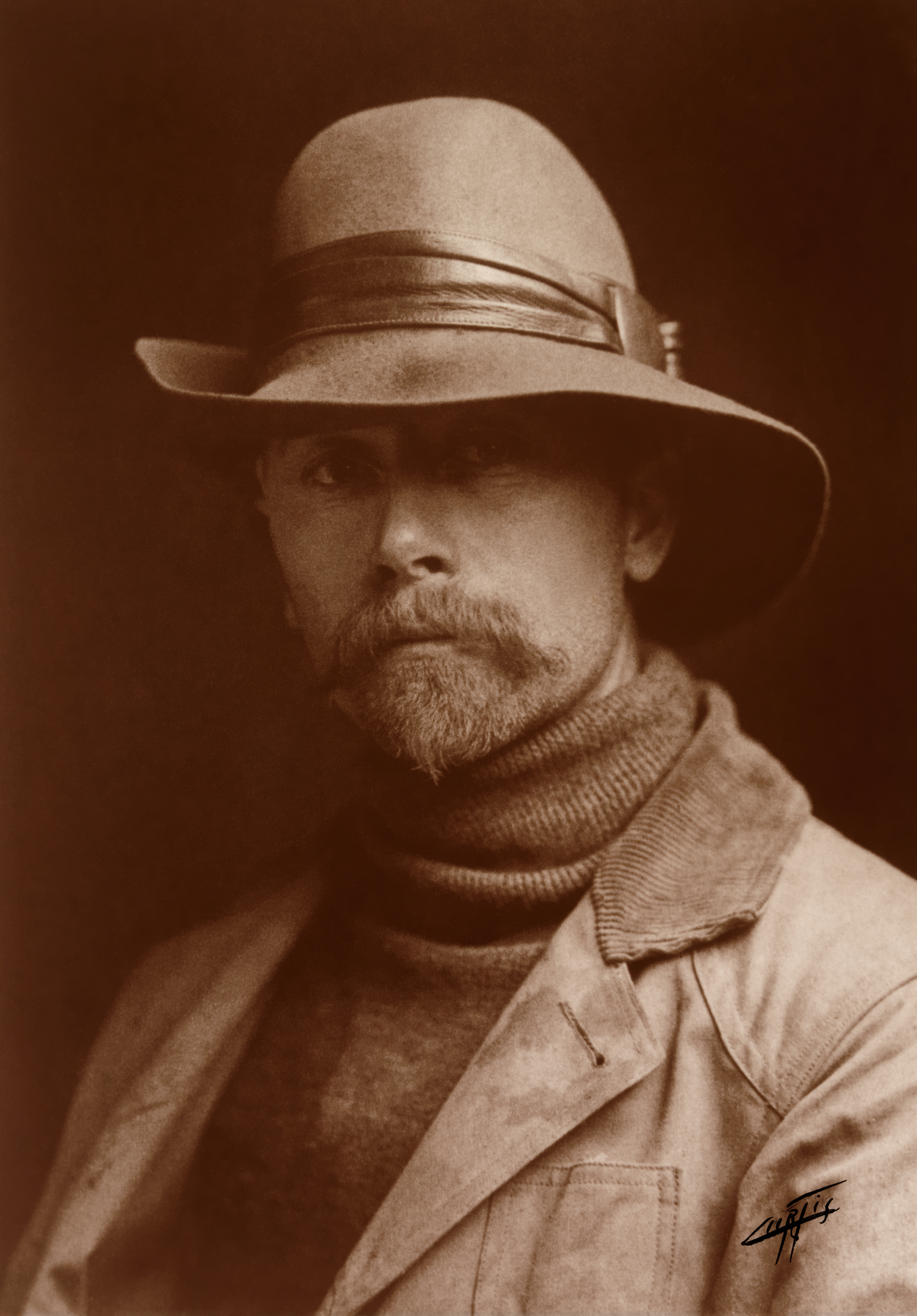
Едвард Шериф Кертіс (1899)
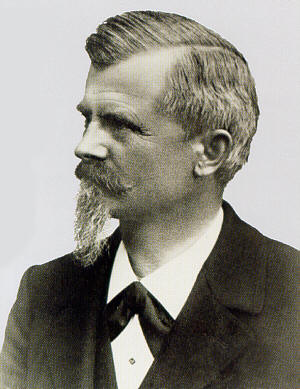
Вільгельм Майбах (1900)
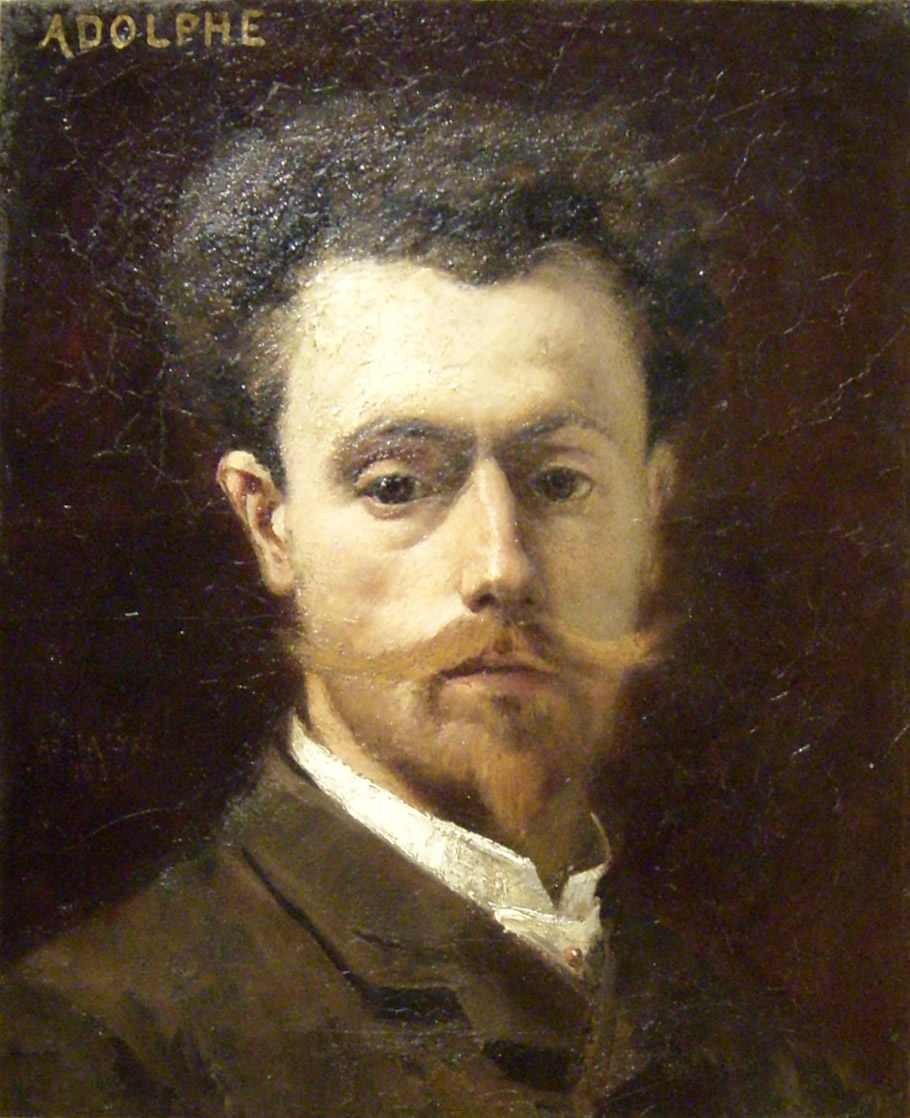
Адольф Лалуре
Ленін Володимир Ілліч (1920)
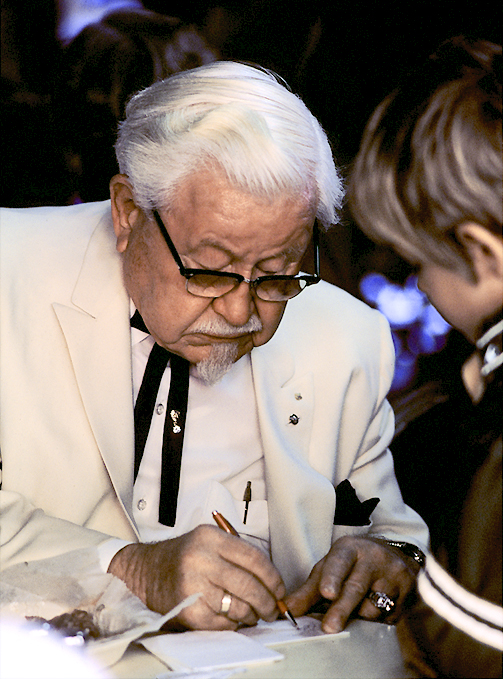
Полковник Сандерс (c. 1974)
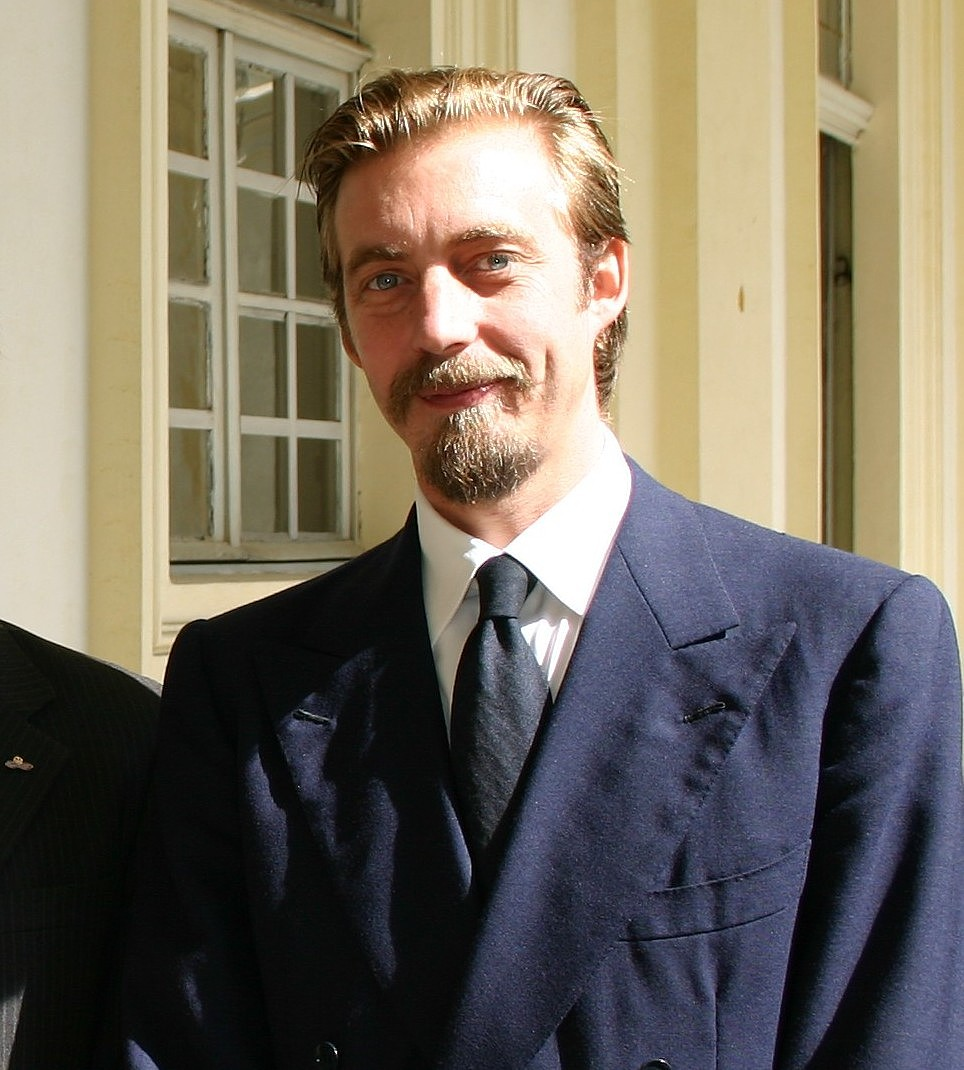
Принц Аймон (2006)
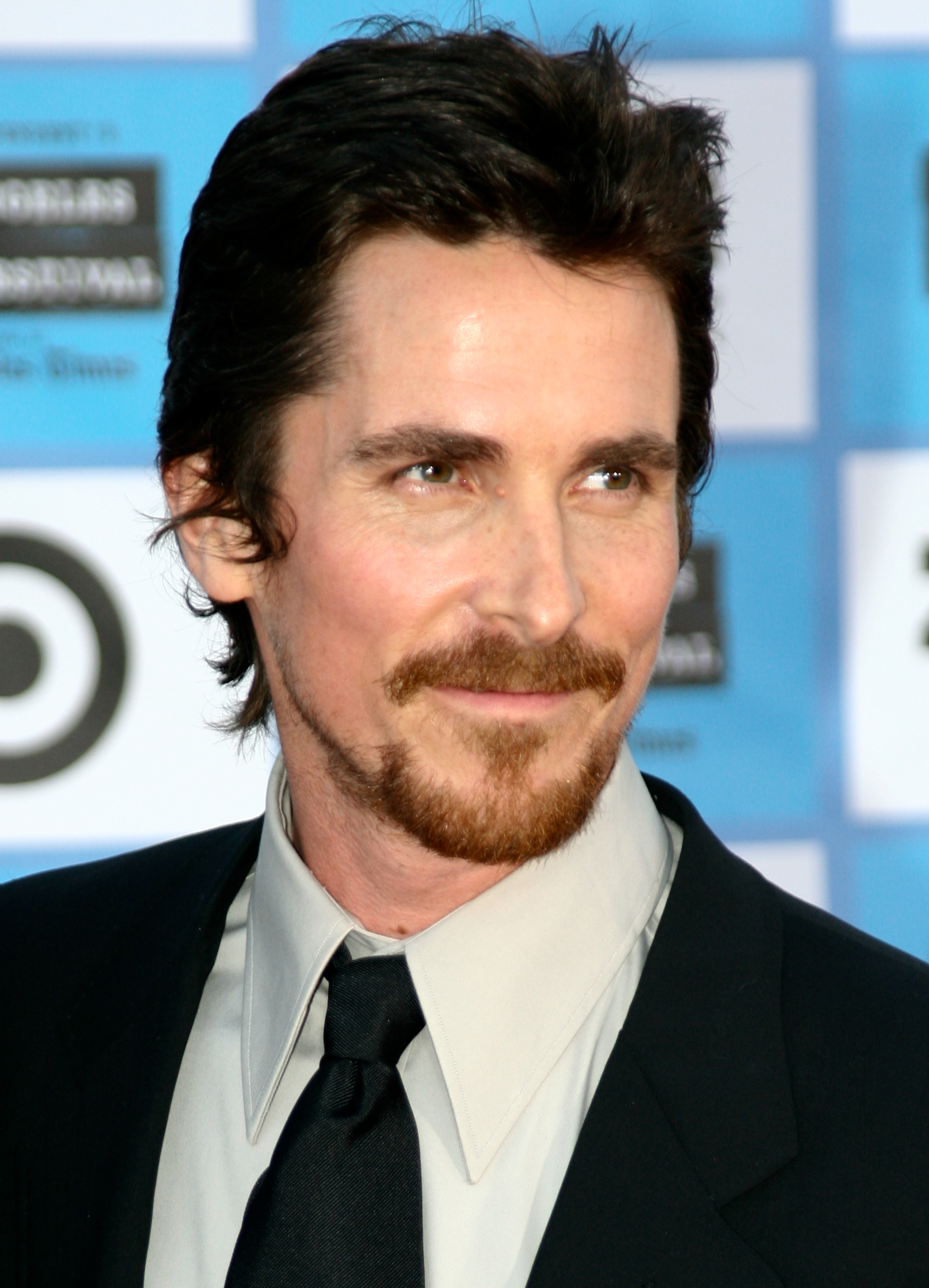
Крістіан Бейл, актор (2009)
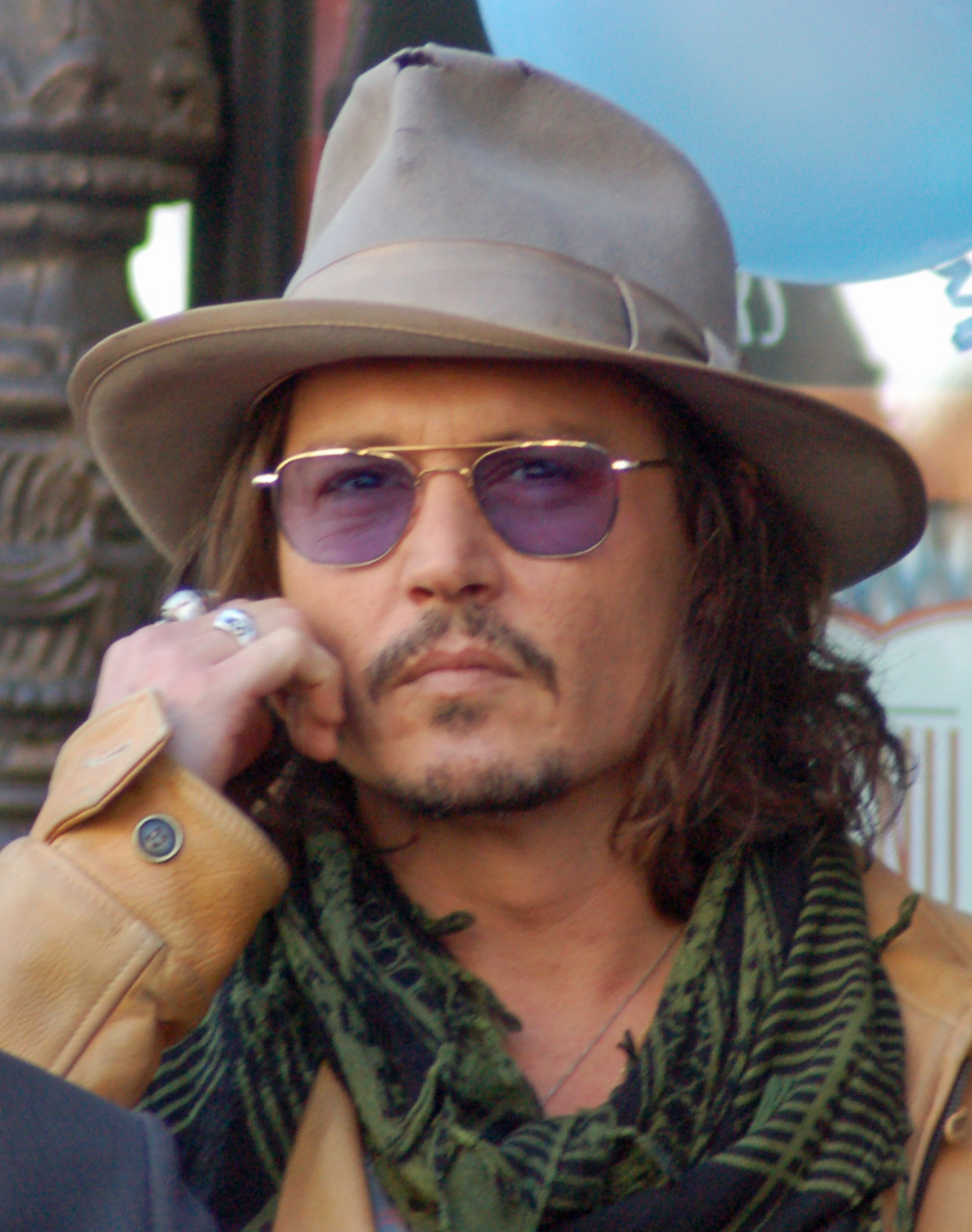
Джонні Депп (2011)